# Revue de la flotte internationale 2005

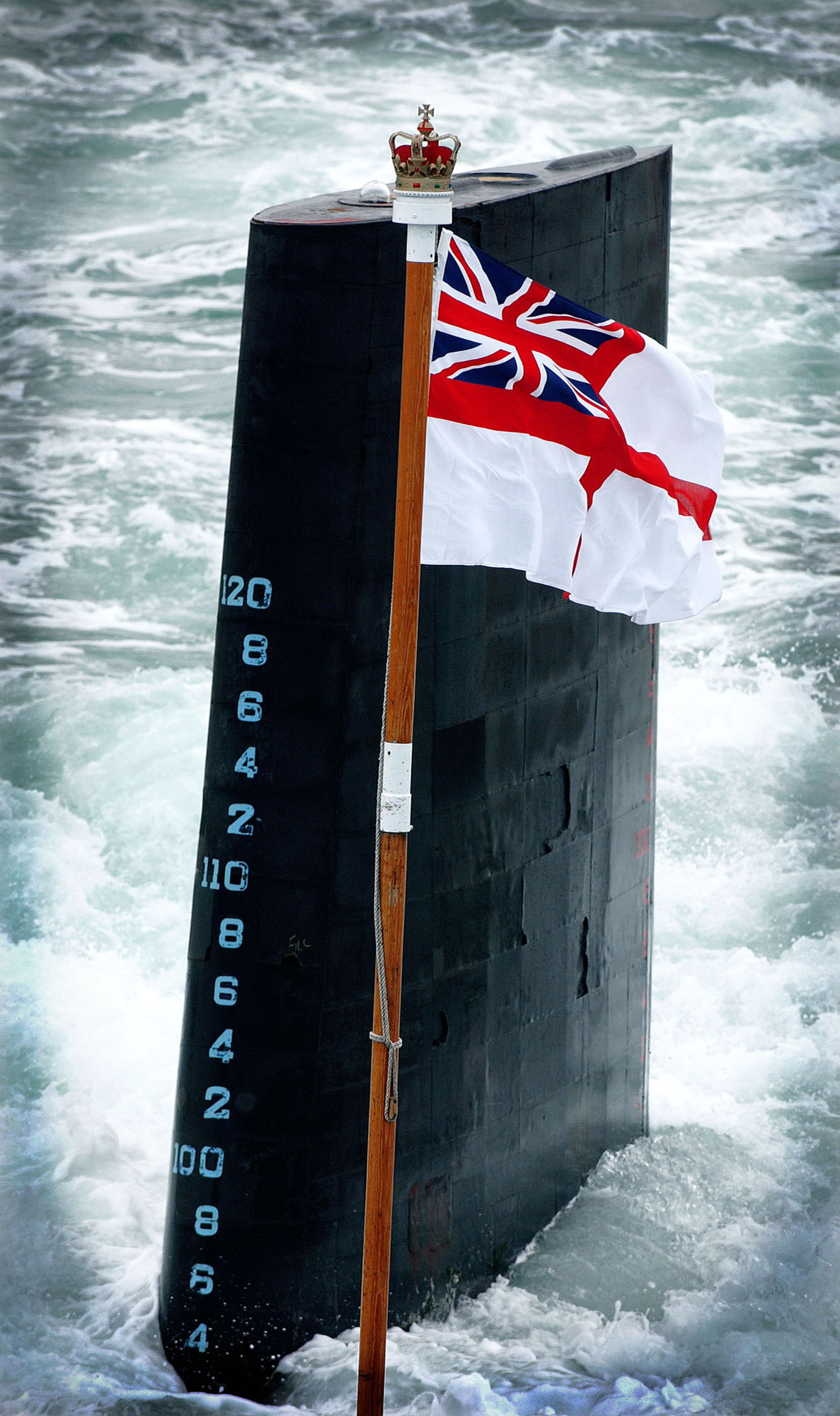
Le sous-marin, en transit entre le port de Portsmouth et le rassemblement de la revue.

La revue de la flotte internationale 2005 est une revue militaire de la Royal Navy qui a eu lieu le 28 juin 2005 à l'occasion du 200e anniversaire de la bataille de Trafalgar.

## Déroulement
Au cours de l'après-midi du 28 juin 2005, la reine Elizabeth II embarque à bord du HMS Endurance en qualité de Lord High Admiral du Royaume-Uni. Précédée par le THV Patricia et suivie par le HMS Chatham, la reine prend la mer pour passer en revue une flotte de plus de 167 navires de la Royal Navy et de plus de 30 autres pays, ainsi que d'autres navires civils, comme le paquebot Queen Elizabeth 2. La précédente revue de la flotte par la reine au Royaume-Uni a lieu en 1999 pour la célébration de l'anniversaire de la bataille de l'Atlantique.
La revue a lieu à Spithead, sur le Solent, entre Portsmouth et l'île de Wight, en Angleterre. Jusqu'en 2005, la revue est principalement composée de navires de la Royal Navy, avec un petit nombre de navires étrangers invités. Mais le faible nombre de navires de guerre de la Royal Navy pousse à inviter davantage de navires étrangers. La revue de 2005 a le plus grand nombre jamais enregistré en termes de pays participants et de nombre de navires : 167 navires militaires et de commerce, dont 57 navires de guerre britanniques.
La reine voit la flotte à bord du HMS Endurance, navire de patrouille antarctique de la Royal Navy. Des foules immenses se sont rassemblées le long de Southsea et de Gosport pour assister au plus grand rassemblement de navires de la Marine depuis la revue de la flotte du jubilé d'argent d'Élisabeth II en 1977.
La foule est divertie par des démonstrations de voltige aérienne, notamment une apparition d'un Supermarine Spitfire, des acrobaties aériennes en hélicoptère et une performance spéciale des Red Arrows. Alors que le temps avait été très humide, les nuages semblent se dégager à temps pour chaque passage.
À la fin des festivités de la journée, centrée sur la revue, un immense feu d'artifice est organisé pour "reconstituer" la bataille de Trafalgar (le Grand Turk remplace le HMS Victory, avec un côté rouge et bleu représentant les Français et Britanniques).

## Événements du jour
- Revue de la flotte par la Reine : 13h00-15h00
- Passage de navires anciens à vapeur et à voile, de vieux gréements et défilé d'avions de marines étrangères : 15h00-16h45
- Spectacle aérien : 17h00
- Marche de Nelson de Southsea et départ du Grand Turk : 20h00
- Spectacle son et lumière : 21h00
- Feu d'artifice : 22h10-22h25
- Éclairage de la flotte : 22h30